# Barbara Rose
Barbara Rose (Washington, 11 giugno 1936 – Concord, 25 dicembre 2020) è stata una storica dell'arte statunitense.
Fu docente di storia dell'arte all'American University di Washington, scrittrice e curatrice di mostre.

## Biografia
Appassionata d'arte fin da ragazza, al punto da saltare spesso la scuola per visitare la National Gallery di Washington, a 16 anni entrò allo Smith College di Northampton nel Massachusetts ma passò ben presto al Barnard College di New York e poi alla Columbia University dove studiò con i professori Meyer Schapiro, Julius Held e Rudolph Wittkower. Per pagarsi gli studi lavorò per Leo Castelli e attraverso Michael Chapman entrò in stretta amicizia con i più importanti personaggi della scena artistica americana del momento, come Andy Warhol, che la filmò nel suo 13 Most Beautiful Women, Robert Rauschenberg, Jasper Johns e Frank Stella che sposò nel 1961 e da cui ebbe due figli, Rachel e Micheal, prima di divorziare nel 1969. Nel 1965 scrisse l'articolo "ABC Art", pubblicato nel numero di ottobre della rivista Art in America, un saggio che prende in esame le radici del Minimalismo nell'America degli anni sessanta partendo da un'attenta distinzione tra l'opera di Kazimir Severinovič Malevič, pioniere dell'Astrattismo geometrico, e Marcel Duchamp pioniere dell'Arte Concettuale.
Ricevette per ben due volte, nel 1966 e nel 1969 il Premio per la critica d'arte da parte del College Art Association of America.
Nel 2001 apparve nel film documentario dello scultore della pop Art George Segal American Still Life.
Fu direttrice del programma dell'Istituto Internazionale di Arte e Architettura a Corciano e visse per molti anni in Italia dove acquistò Villa Augusta a Camerata nel comune di Todi.
Visse a New York, curò mostre in tutto il mondo e scrisse articoli per riviste come Interview e The Brooklyn Rail.
Morì il 25 dicembre 2020 a Concord, New Hampshire, per un tumore al seno. Aveva 84 anni.

## Vita privata
Rose è stata sposata quattro volte con tre uomini. Nel 1959 si era sposata con Richard Du Boff, storico economico. Il matrimonio era finito in un divorzio dopo appena un anno. Nell'ottobre 1961 Rose aveva sposato a Londra l'artista Frank Stella. La coppia ebbe due figli. Rose e Stella avevano divorziato nel 1969. Rose si era quindi sposata per la terza volta con il musicista Jerry Leiber, matrimonio finito con un divorzio. Rose si era quindi risposata con Richard Du Boff vivendo insieme a lui sino alla sua morte.

## Pubblicazioni in italiano
- Paradiso americano: saggi sull'arte e l'anti-arte 1963-2008  Milano, Libri Scheiwiller, 2008, ISBN 978-88-7644-580-4